# Acord (notație)
Acordurile sunt notate după numărul notelor, mărimea intervalelor dintre note și nota fundamentală. De exemplu, acordul Cm este un acord de 3 note separate de intervale de 1 1/2 si 2 tonuri cu nota fundamentală C (sau Do în solfegiu). 
Frecvent acordurile sunt interpretate răsturnat când, deoarece unele note sunt transferate cu o octavă mai jos, nota de bass este diferită de nota fundamentală. De exemplu, acordul D7/F# are nota fundamentală D și nota de bass F#. 

## Notația mărimii și ordinii intervalelor
In exemplele de mai jos, nota fundamentală este nota C. In gama Do Major aceasta notă este treapta I. Astfel, un acord notat C7 este același cu un acord notat I7 in gama Do Major.
Un interval de 1 1/2 si 2 tonuri este o tertă mică și mare, respectiv.
Notele unui acord sunt numite după intervalul dintre acestea și nota fundamentală: terță, cvintă, septimă, etc.

### Acord de 3 note (trison, triada sau cu cvintă)

Triadele majoră, minoră, mărită și micșorată.

|                     | C                               | Cm                              | C+                            | C0                              |
| ------------------- | ------------------------------- | ------------------------------- | ----------------------------- | ------------------------------- |
| Intre notele de sus | {\displaystyle 1{\frac {1}{2}}} | {\displaystyle 2{\frac {}{}}}   | {\displaystyle 2{\frac {}{}}} | {\displaystyle 1{\frac {1}{2}}} |
| Intre notele de jos | {\displaystyle 2{\frac {}{}}}   | {\displaystyle 1{\frac {1}{2}}} | {\displaystyle 2{\frac {}{}}} | {\displaystyle 1{\frac {1}{2}}} |

### Acord de 4 note (cu septimă)

|                         | C7, CMm7                        | CΔ, CM7                         | Cm7                             | Co7                             | Cø7                             | CmΔ                             | CΔ/#5                           | C7/#5                         |
| ----------------------- | ------------------------------- | ------------------------------- | ------------------------------- | ------------------------------- | ------------------------------- | ------------------------------- | ------------------------------- | ----------------------------- |
| Intre notele de sus     | {\displaystyle 1{\frac {1}{2}}} | {\displaystyle 2{\frac {}{}}}   | {\displaystyle 1{\frac {1}{2}}} | {\displaystyle 1{\frac {1}{2}}} | {\displaystyle 2{\frac {}{}}}   | {\displaystyle 2{\frac {}{}}}   | {\displaystyle 1{\frac {1}{2}}} | {\displaystyle 1{\frac {}{}}} |
| Intre notele din mijloc | {\displaystyle 1{\frac {1}{2}}} | {\displaystyle 1{\frac {1}{2}}} | {\displaystyle 2{\frac {}{}}}   | {\displaystyle 1{\frac {1}{2}}} | {\displaystyle 1{\frac {1}{2}}} | {\displaystyle 2{\frac {}{}}}   | {\displaystyle 2{\frac {}{}}}   | {\displaystyle 2{\frac {}{}}} |
| Intre notele de jos     | {\displaystyle 2{\frac {}{}}}   | {\displaystyle 2{\frac {}{}}}   | {\displaystyle 1{\frac {1}{2}}} | {\displaystyle 1{\frac {1}{2}}} | {\displaystyle 1{\frac {1}{2}}} | {\displaystyle 1{\frac {1}{2}}} | {\displaystyle 2{\frac {}{}}}   | {\displaystyle 2{\frac {}{}}} |

### Exemple de acorduri de 5, 6 și 7 note
In aceste cazuri unele note nu sunt folosite din cauza unor disonanțe puternice.

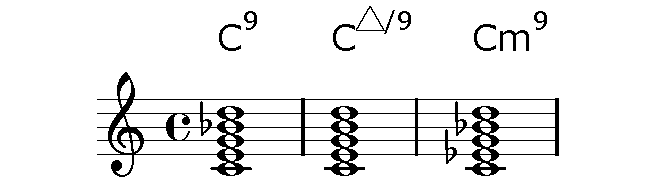

## Notația treptei pe care este nota fundamentală
Acordurile sunt frecvent notate după treapta (nu nota) pe care este nota fundamentală. Această notație este avantajoasă (de exemplu, in procesul de modulație) deoarece descrie acorduri cu aceeasi funcție în diferite game. 
De exemplu, dacă triada pe tonică este majoră, minoră, mărită și micsorată acordurile sunt notate respectiv I, i, I+ și io.
Pentru un acord cu septimă, IM7 denotă intervale de, in ordine, o terță mare, mică și mare peste tonica gamei curente, viiø7 denotă o terță mică, mică și mare peste treapta vii, etc.

Acordul I în game majore.

## Notații speciale

### Acord adițional
Acordurile adiționale sunt folosite des în muzica de jazz.

### Acord suspendat
Acordurile suspendate au o consonanță mai redusă, punând în relief armonia unui acord traditional.

1. ↑  In contrast, transcrierea unui acord intr-o gamă diferită este numită transpoziție.